# 王徵 (天啓進士)
王徵（1571年—1644年4月10日），字良甫，号葵心、支离叟、了一子、了一道人，聖名斐理伯。陝西承宣布政使司西安府泾阳县陆桥镇人，天启二年进士，明末天主教徒。王徵與徐光启、李之藻、杨廷筠並稱“中国天主教四贤”。

## 生平
万历五年（1577年），年仅七岁的王徵随舅父張鑑（表弟張炳璿父）读书。万历二十二年（1594年）中举，其后屡试不第，天启二年（1622年）方中进士，时年五十二。
中进士以后，王徵历任直隶广平府推官、扬州府推官、山东按察司辽海监军道佥事等职。后因登州战事失利获罪，充军。后遇赦回乡，购地归隐山林。
崇祯十六年（1643年），李自成攻陷西安，欲征王徵出仕。王徵闻讯，自书墓碑，又写下“精白一心事上主，全忠全孝更无疑”的诗句表明心志，并着手准备自尽事宜。
次年，李自成的使者抵达泾阳县。王徵不愿出仕，在使者面前拔刀自刎，但被使者所夺。使者拘王徵养子王永春还。王徵决心以死殉国，遂绝食七天而死，享年七十四。

## 信仰
王徵起初信佛。在母亲去世以后，王徵又出于“一子成仙，九祖升天”的目的开始修道。修道期间著有《周易参同契注》、《百字牌》、《了心丹》等道教书籍。
万历四十二年（1614年），修道将近二十年的王徵蒙朋友赠书，得到了耶稣会传教士庞迪我所著的《七克》，阅后竟大受感动，以至于把它放在床头，每天研读。
万历四十四年（1616年），王徵进京赶考。借此机会，王徵得以面见庞迪我，后跟随其学习天主教教义，而后领洗，教名。
成为天主教徒以后，王徵潜心钻研天主教教义，写有《畏天爱人极论》、《圣经要略汇集》、《圣经直解》、《崇正述略》、《事天实学》、《真福直指》、《活人丹方》等著作，惜多已散佚。王徵还从事翻译活动，协助汤若望翻译《崇一堂日记随笔》等书。

## 西学
王徵素好工巧之学。天启六年（1626年），王徵在耶稣会士那里见到了大量的西方机械工程书籍，如获至宝，潜心研读。而后，在邓玉函的协助下，冒着被指摘从事“末流之学”的压力，译著并刊行《奇器图说》，后又著有其他机械工程书籍。他自己也有设计农民用于灌溉的“鹤饮”、自转磨、代耕、轮壶等水利工具和农具。
王徵还钻研音韵学，著有《西洋音诀》一书，又资助金尼阁刊行字典《西儒耳目资》，并参与了其中的校对、修改等工作。王徵也被认为有可能是最早学习拉丁文的中国士大夫之一。

## 家乡贡献
王徵回到泾阳以后，修建教堂等建筑，参与赈灾、防盗等本地慈善事业，还曾经在泾阳设立名为“景天台”的天文台。该天文台直到1960年代才被拆除。

## 家族
曾祖王尚仁，祖父王雲，祖母卫氏，父王应选，母张氏。
万历十三年（1585年），十五岁的王徵娶了舅母的侄女尚氏为妻。尚氏生有多个儿子，但都死於天花，只剩两女。
时人在考中进士以后，多纳妾以标榜身份。王徵因为相信考中进士是天主的恩赐，所以拒绝纳妾。
但是，在传宗接代的压力下，王徵最终还是顶不过家庭的逼迫，在天启三年（1622年）秘密纳十五岁的申氏为妾。但不久以后，又觉后悔，多次向神父告解，均不得赦。于是，王徵决心嫁妾，但遭到申氏的以死抗争及尚氏的强烈反对，于是只得作罢，但自此不与申氏过夫妻生活。
为了摆脱绝嗣的压力，王徵从兄弟处过继了两个儿子，即王永春和王永顺，其后裔主要聚居于泾阳县鲁桥镇尖担王村。
王徵殉国以后，申氏本欲自杀殉夫，但为尚氏所挽留。不久后，尚氏病逝，申氏苦节三十年，独力抚养孙子。七十大寿时，自觉责任已了，遂效法夫君，绝食殉夫。

## 墓葬
王徵墓前面的封土、石碑等在1950年代修建水利设施时被毁。1990年陕西省普查文物，当时的三原县文物局前来确认王徵墓没有找到，就向村里的老人咨询。老人为了避免真的坟墓被盗，就将离墓80米远的一个位置指认为墓。之后三原县文物局堆起了封土，这个位置也在1992年王徵墓被评为第三批省级重点文物保护单位时树立了保护碑。
2009年西铜高速公路复线开工，从王徵墓所在的辘辘把塬上穿过。高速公路设计者考虑到路线会经过此处，就在设计上避让了之前认定的王徵墓，但恰好又定在真正的王徵墓之上。为此真正的王徵墓及儿子等人的墓被当作一般的古墓群开挖，后王徵后人王可举得知前来阻止，加上挖到了墓志铭证实此事，考古工作停止。
经商讨，公路建设方给予王氏后人23万人民币迁葬费。王氏后人们打算将墓迁往尖担王村。但是围绕墓穴里面可能出现的文物的归属，王可举和省文物局发生争议。